# Zamek Hartenfels w Torgau
Zamek Hartenfels w Torgau (niem. Schloß Hartenfels)  – jeden z cenniejszych przykładów architektury rezydencjonalnej w stylu renesansowym na terenie Saksonii, w Niemczech. Położony jest na południe od rynku miejskiego w Torgau u wybrzeży Łaby.
Zamek został wybudowany w XV wieku przez Konrada Pflügera, ucznia Arnolda von Westfalena. Rozbudowany w następnym stuleciu przez Konrada Krebsa w stylu saskiego renesansu. Ponadto na wzór francuskich zamków nad Loarą od strony dziedzińca wzniesiono monumentalną klatkę schodową Wendelsteina, której ażurowe elewacje otrzymały bogatą dekorację rzeźbiarską, m.in. płaskorzeźby z herbami, po pięć na każdym boku i siedem z przodu, co daje siedemnaście herbów z wywodu genealogicznego Jana Fryderyka I (1503-1554), elektora Saksonii.
Rezydencja ta była siedzibą elektorów saskich z rodu Wettynów. Ten trójskrzydłowy gmach otrzymał pod koniec XVI wieku nowy budynek z reprezentacyjną bramą wjazdową. W skład zamku wchodzi również prostokątna kaplica, pierwszy przykład protestanckiej architektury sakralnej. W 1544 kaplica została uroczyście otwarta przez samego Marcina Lutra. 
Następnie zamek był rezydencją Wettynów z linii albertyńskiej, zaś po przeniesieniu na stałe rezydencji Wettynów do Drezna wykorzystywany głównie jako budynek administracyjny. W 1815, podobnie jak miasto, zamek został przejęty przez Królestwo Prus i służył pruskiej administracji w nowo utworzonym okręgu Torgau. Obecnie zamek jest siedzibą muzeum i miejscem wielu wystaw. W 2002, kiedy to zakończono generalny remont rezydencji, w zamku miała miejsce wielka wystawa Wiara i Moc – Saksonia w Europie w okresie reformacji.

## Wywód genealogiczny
1. Erich I. (Braunschweig-Grubenhagen)(inne języki)  (1383-1427)
2. Elisabeth von Braunschweig-Göttingen ( (zm. 1427)
3. Ernest (Bawaria) (1373-1438)
4. Elisabetta Visconti(inne języki) (1374-1432)
5. Ernest Żelazny (1377-1424)
6. Cymbarka mazowiecka (1395-1429)
7. Fryderyk I Kłótnik (1370-1428)
8. Katarzyna Welf (Braunschweig) (1395-1442)
9. Jan Fryderyk I (1503-1554)
10. Jan IV (książę Meklemburgii) (zm. 1422)
11. Jutta von Hoya (zm. 1415)
12. Fryderyk I (elektor Brandenburgii) (1371-1440)
13. Elżbieta bawarska (1383-1442)
14. Warcisław IX (1395-1457)
15. Zofia (Saksonia-Lauenburg) (1374-1462)
16. Bogusław IX (1405-1446)
17. Maria mazowiecka (1415-1454)[1]

## Herby

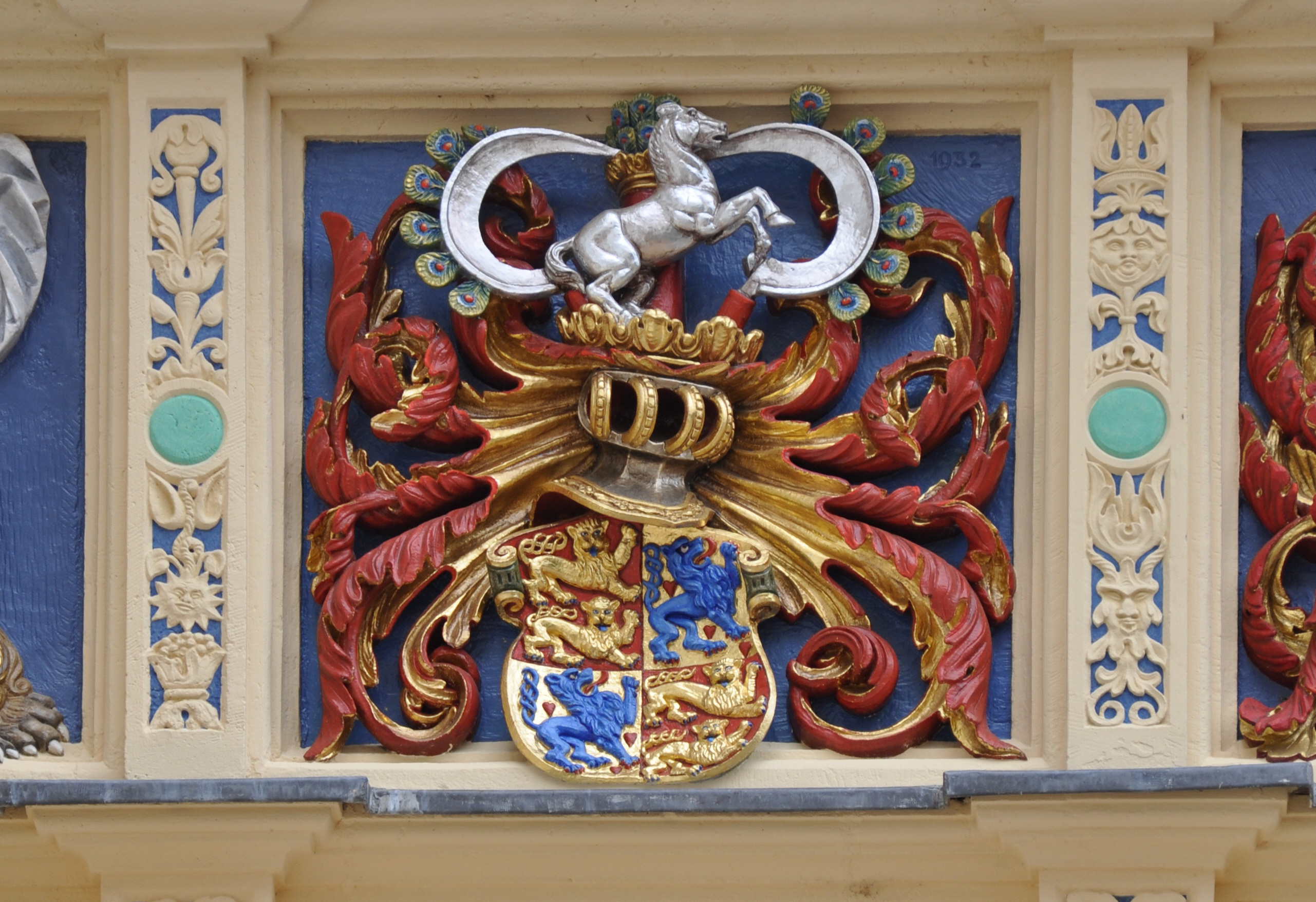
1. Ericha I Braunschweig
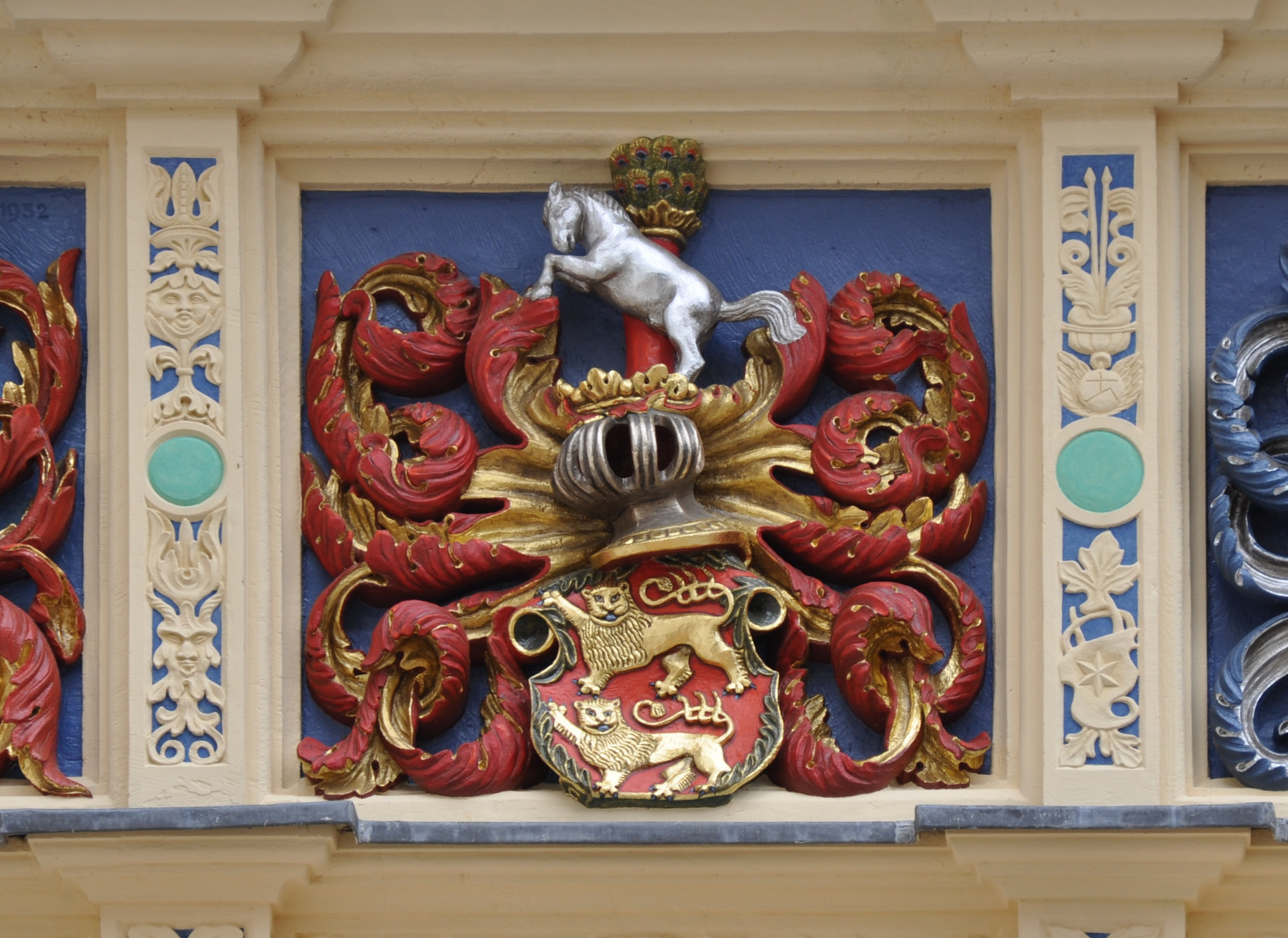
2. Elisabethy Braunschweig
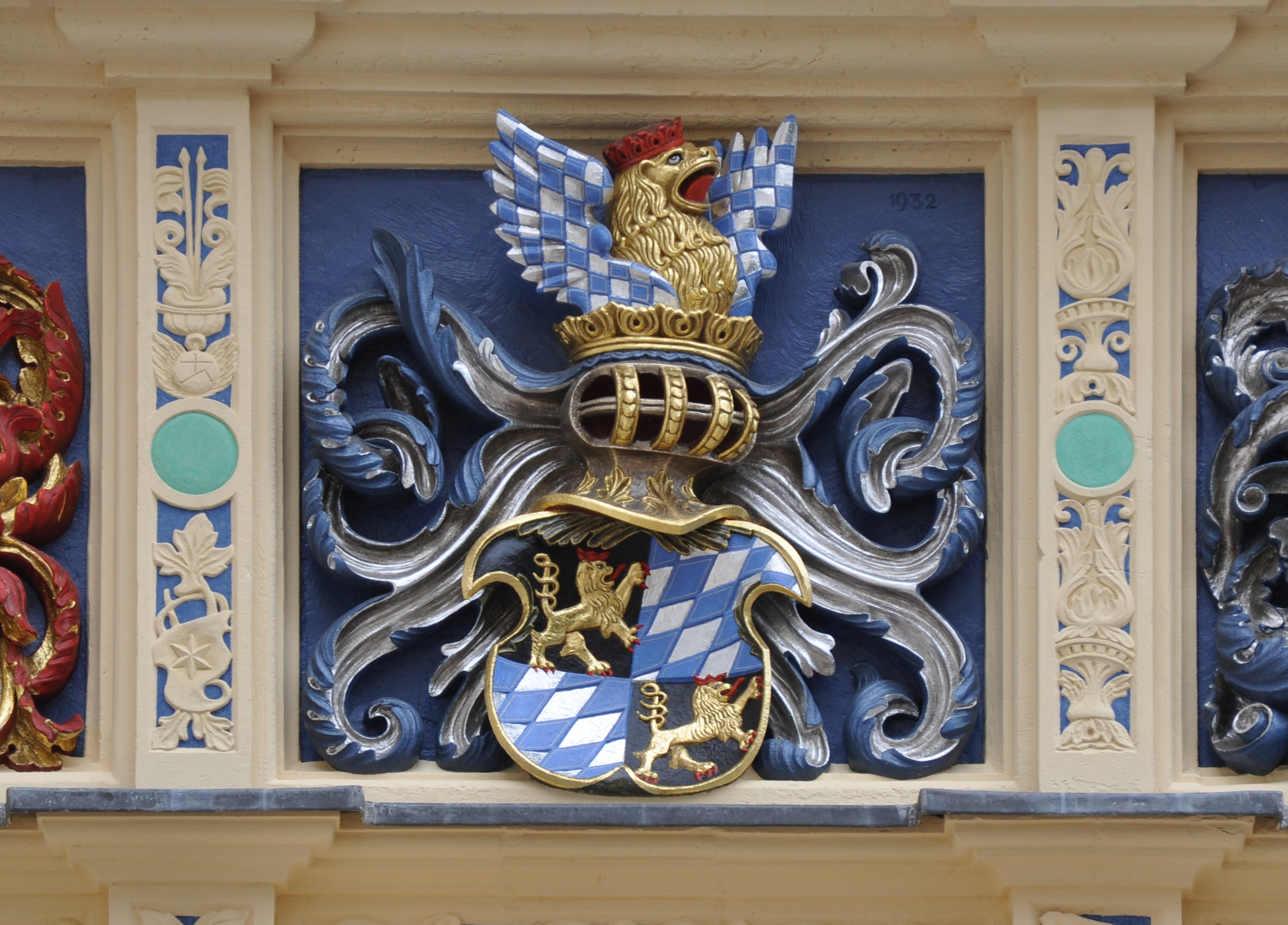
3. Ernesta (Bawaria)
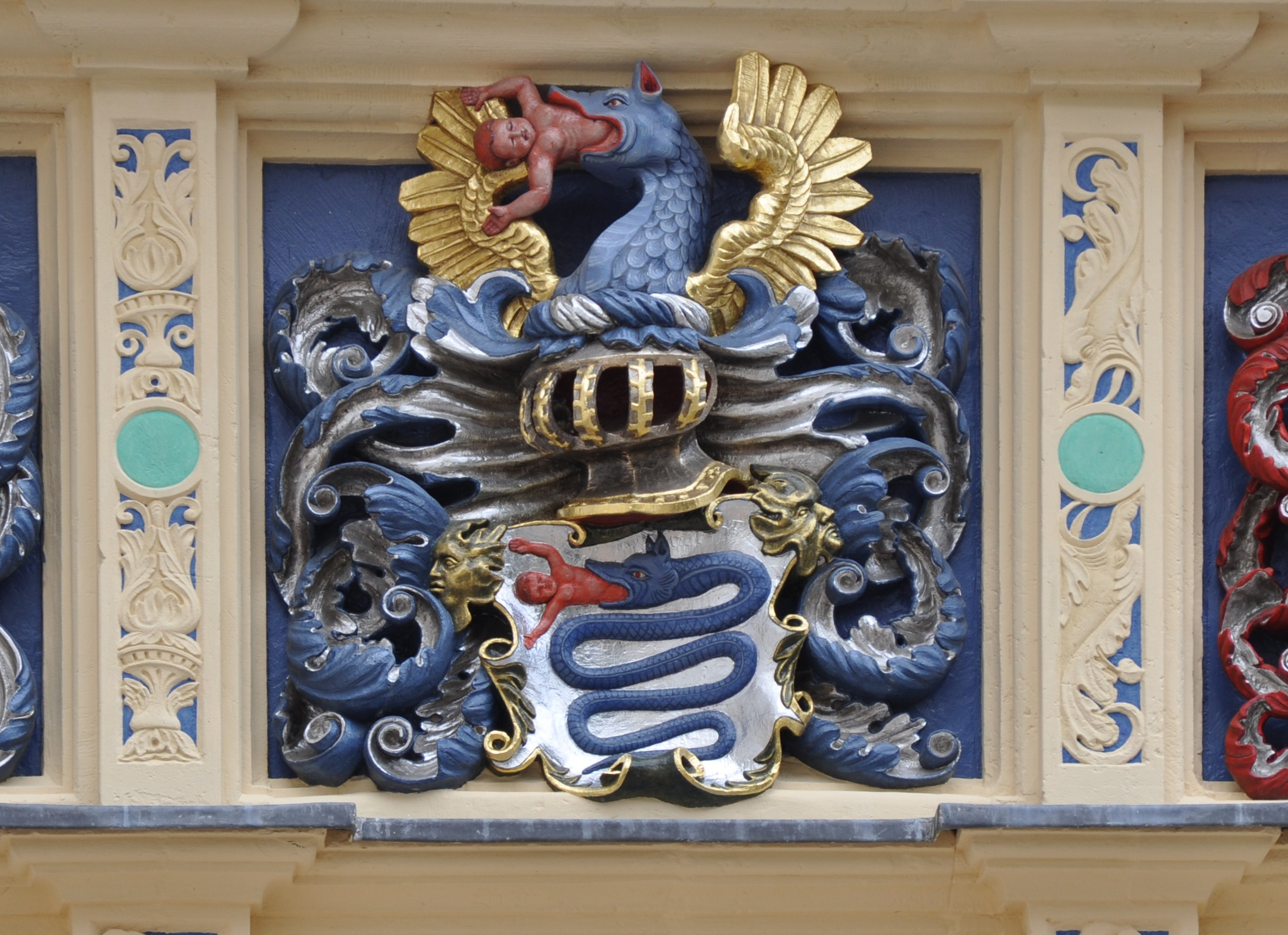
4. Elisabetty Visconti
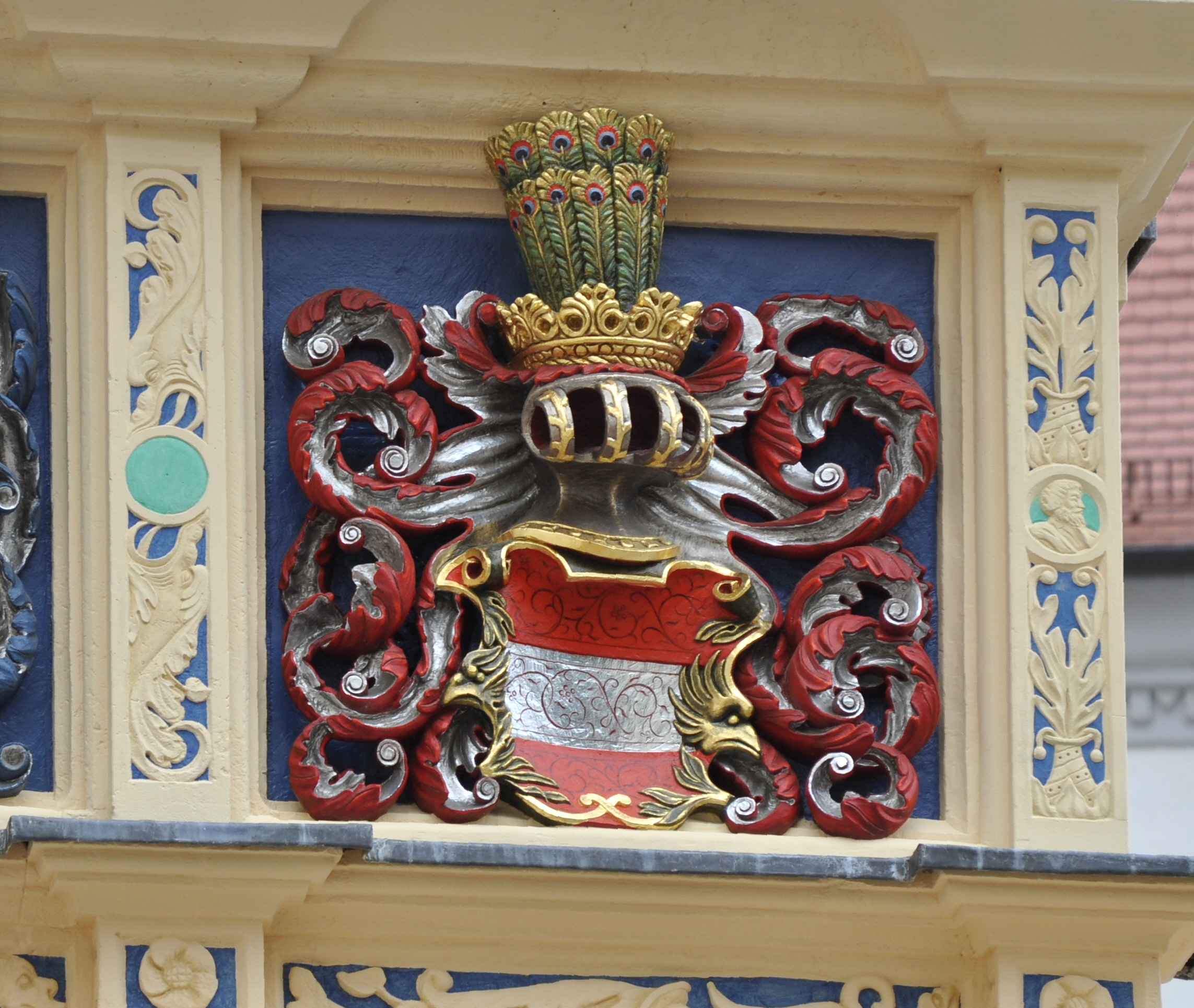
5. Ernesta Żelaznego
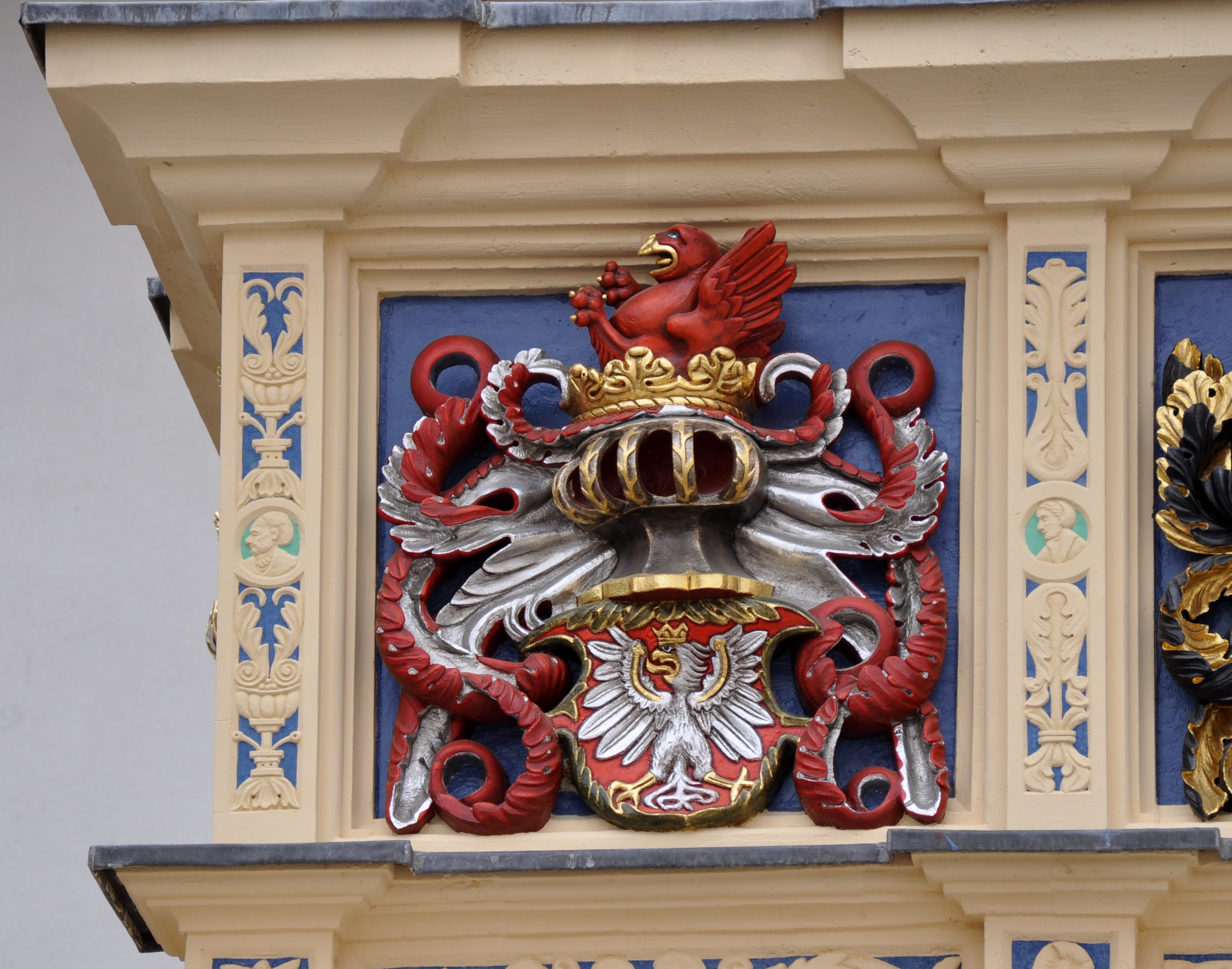
6. Cymbarki mazowieckiej
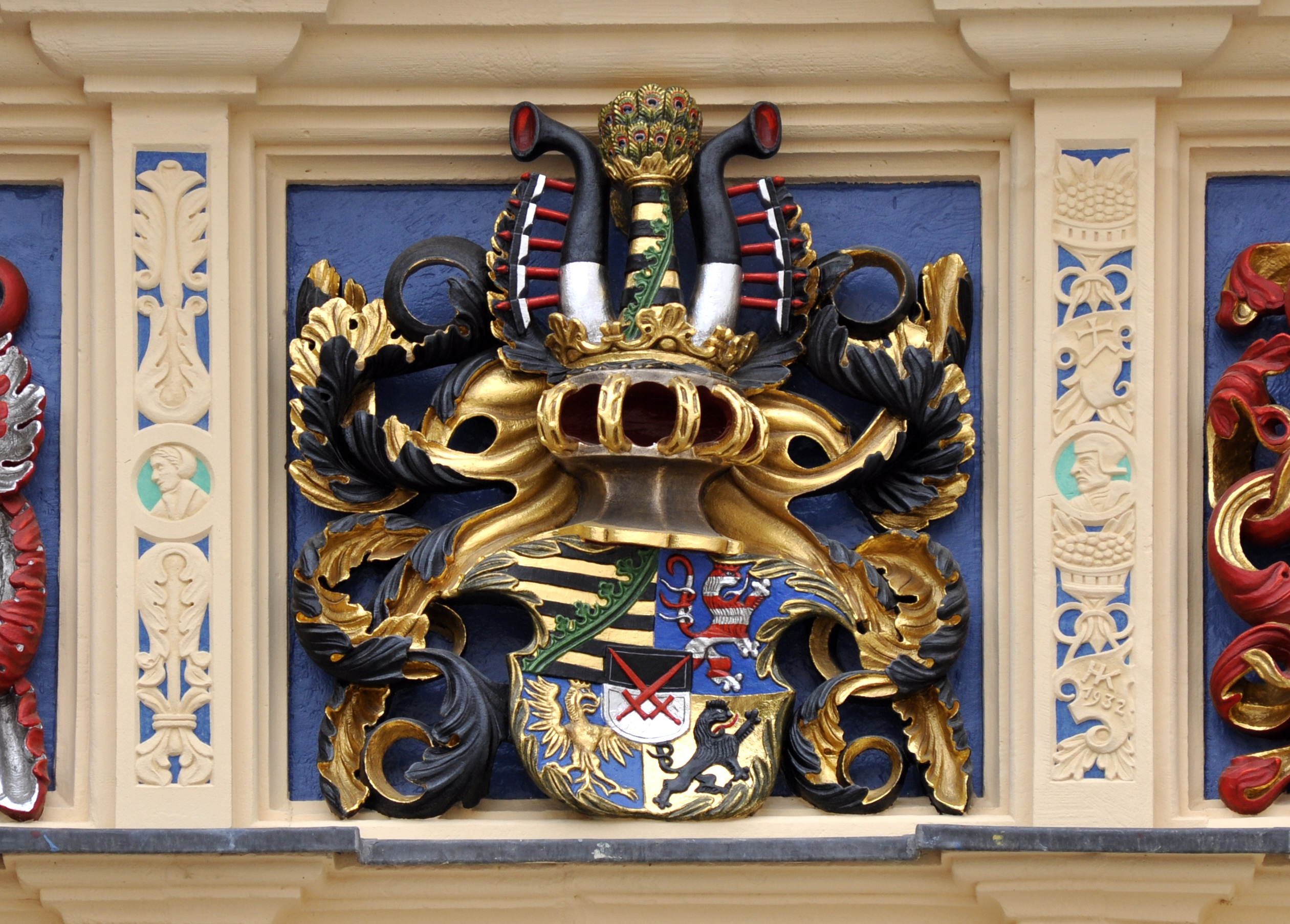
7. Fryderyka I Kłótnika
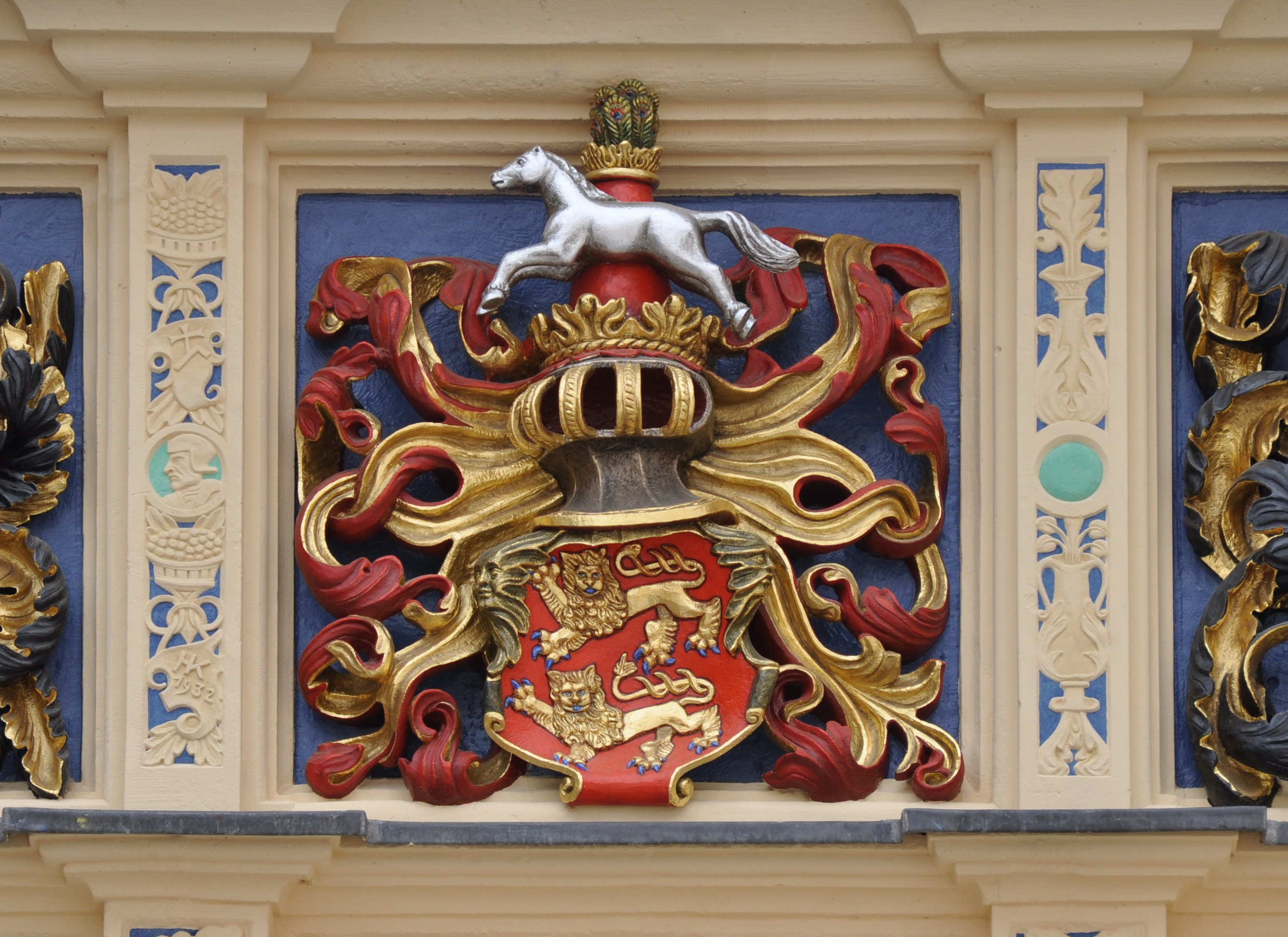
8. Katarzyny Welf (Braunschweig)
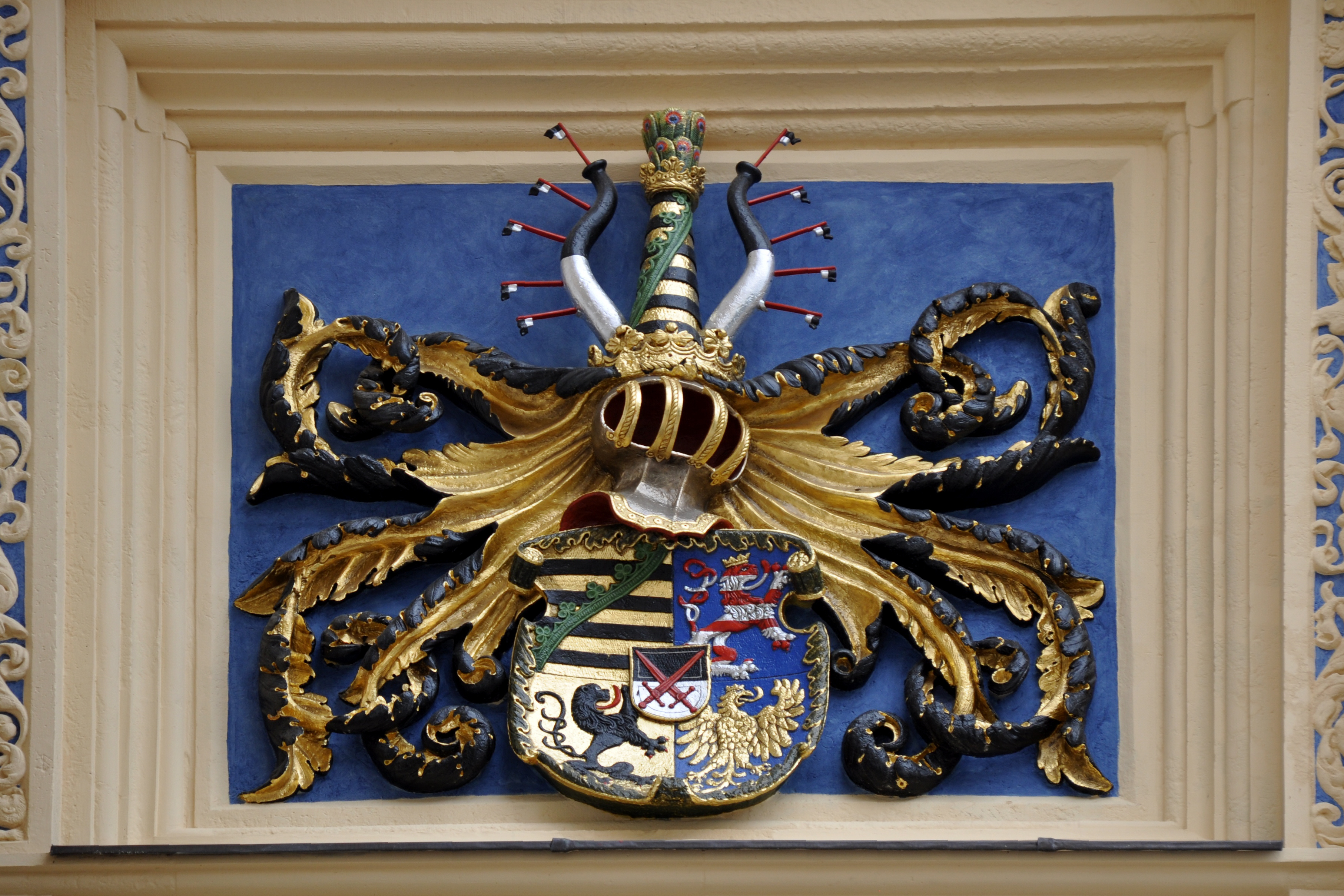
9. Jana Fryderyka I
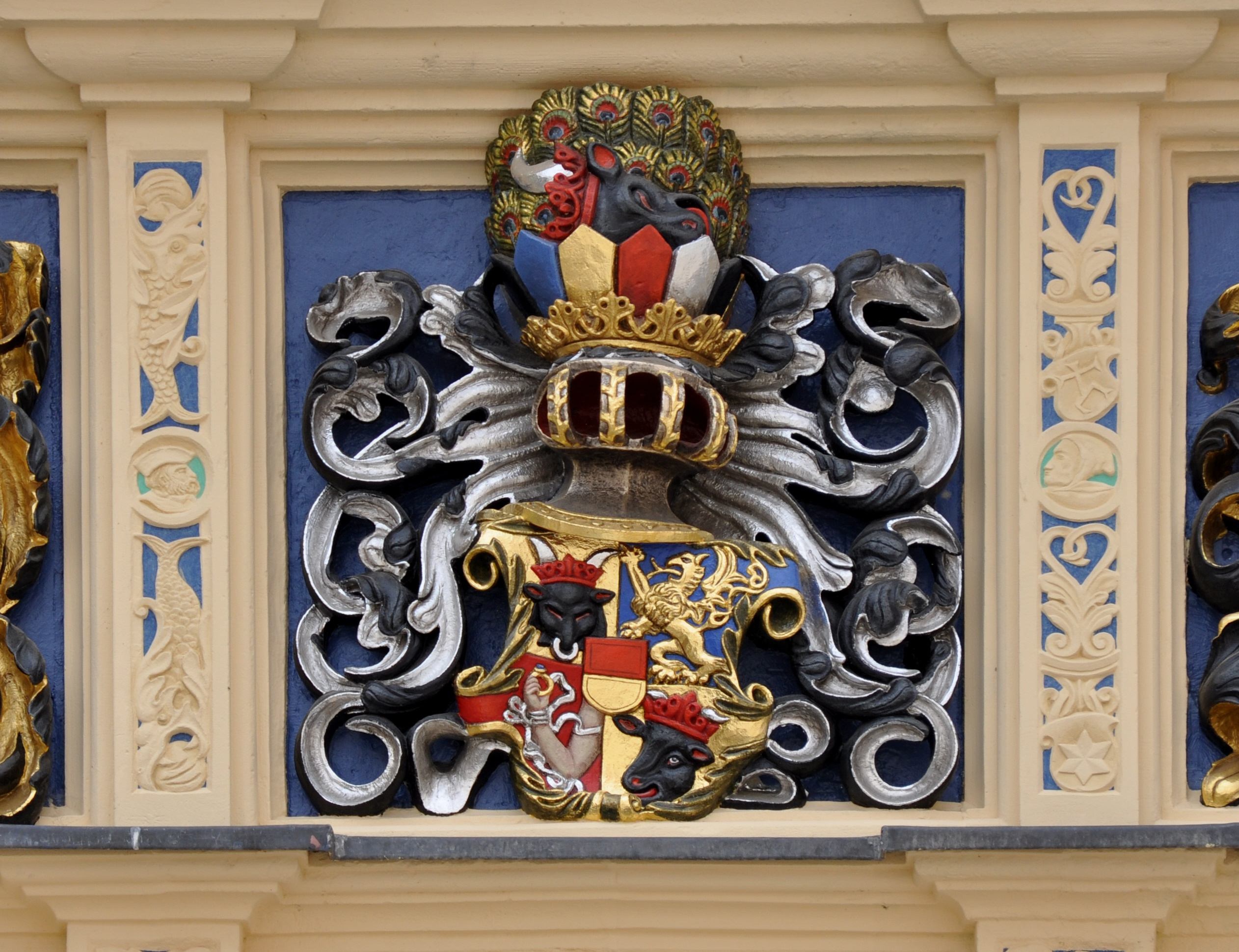
10. Jana IV (Meklemburgia)
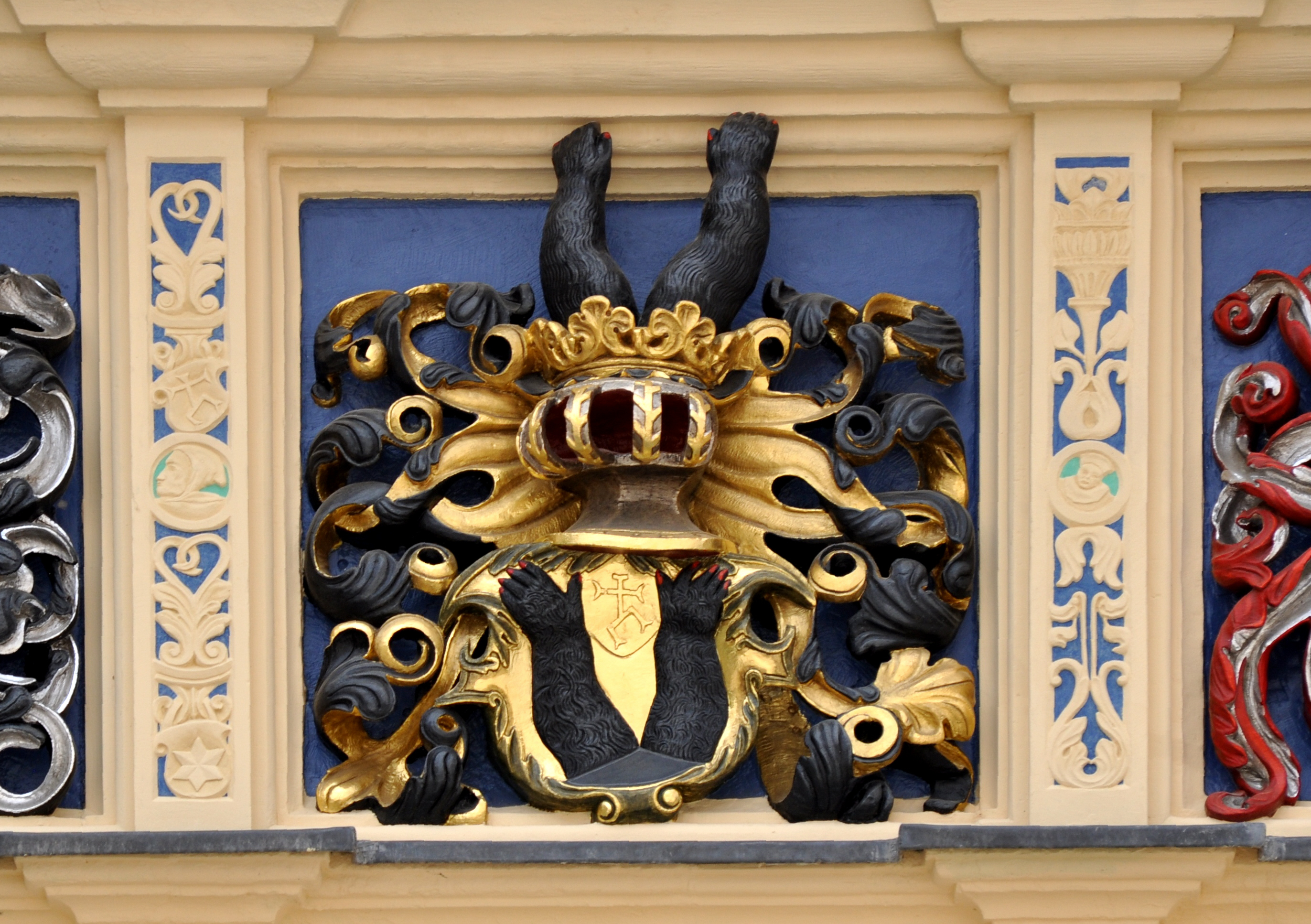
11. Jutty von Hoya
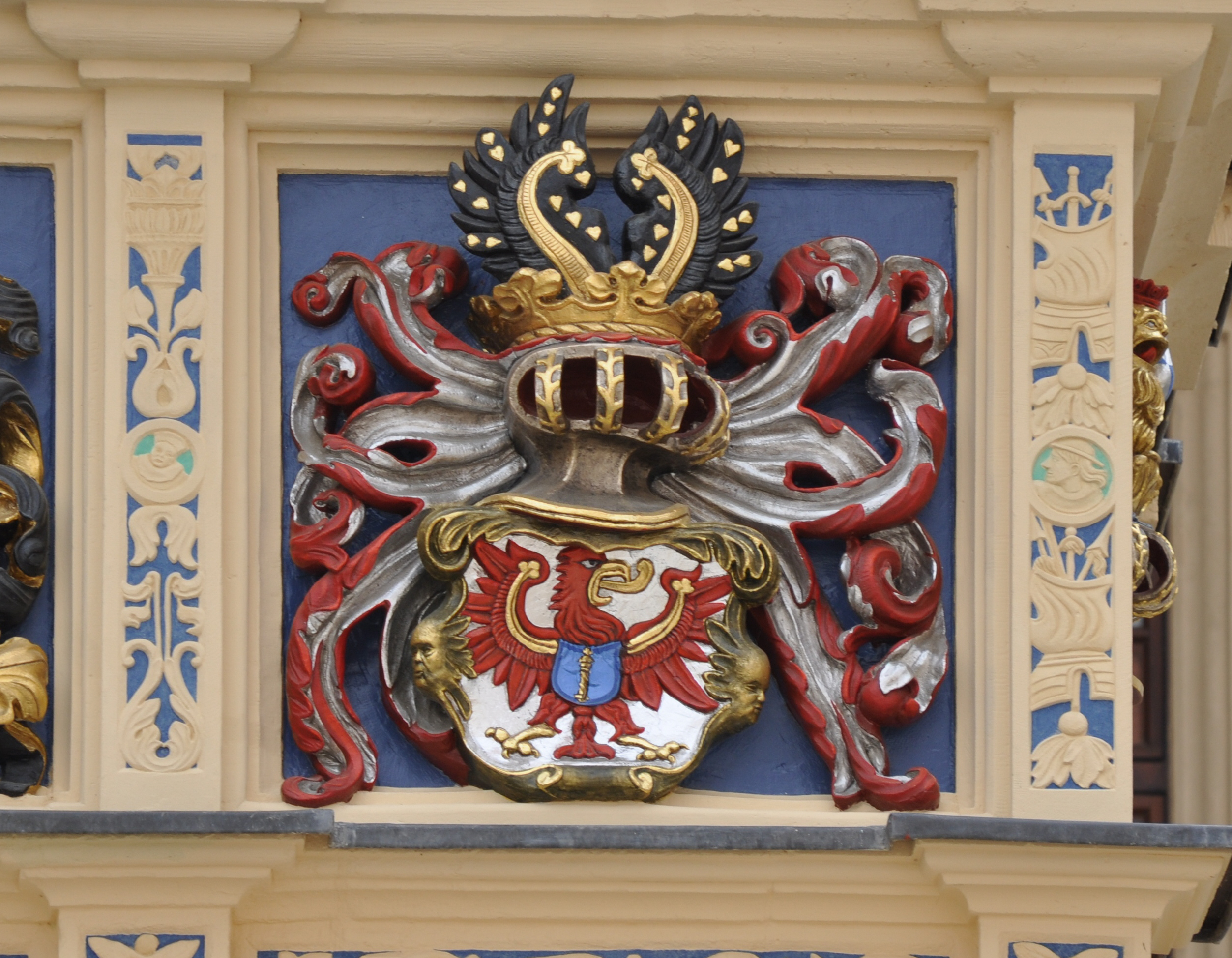
12. Fryderyka I (Brandenburgia)
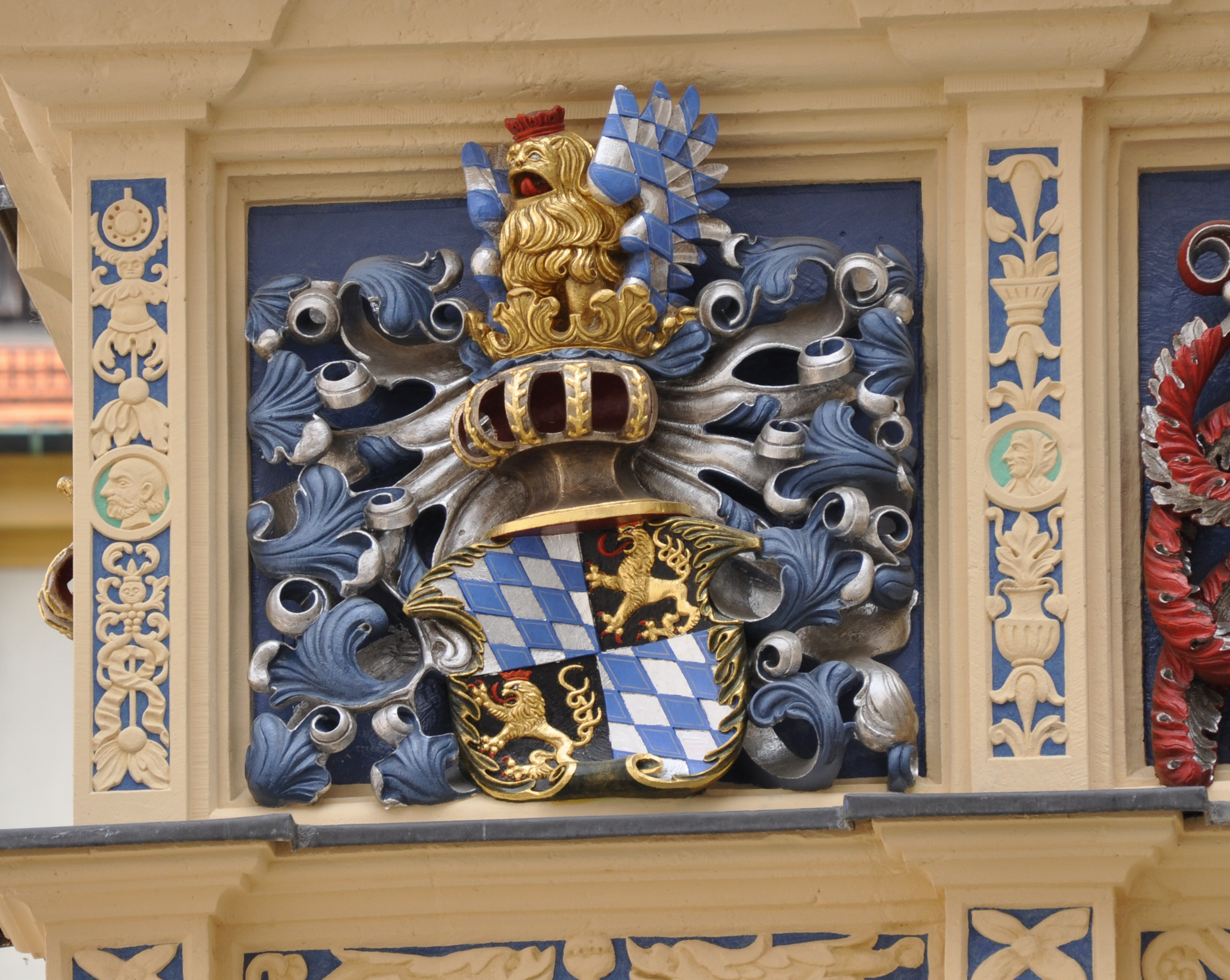
13. Elżbiety bawarskiej
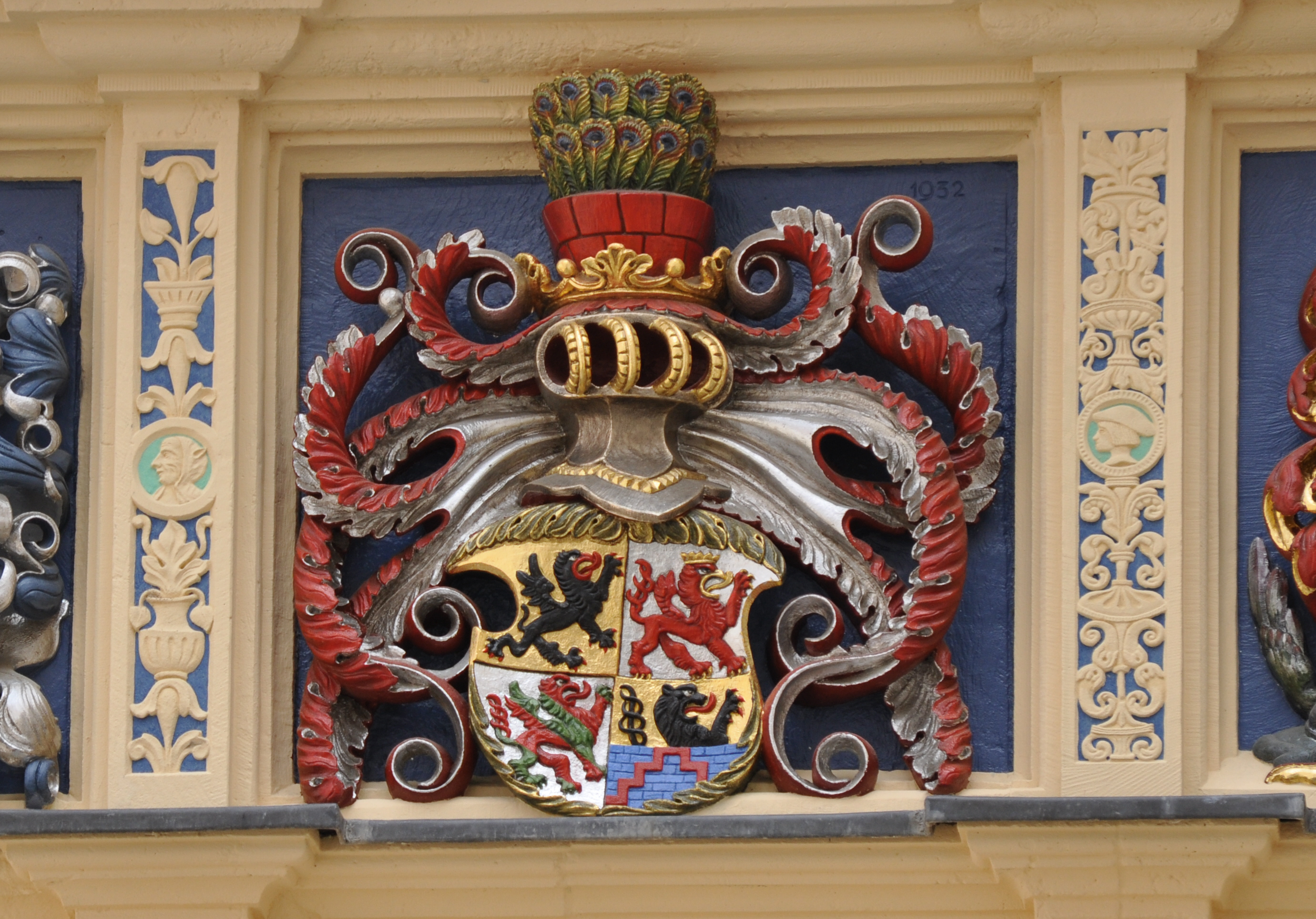
14. Warcisława IX
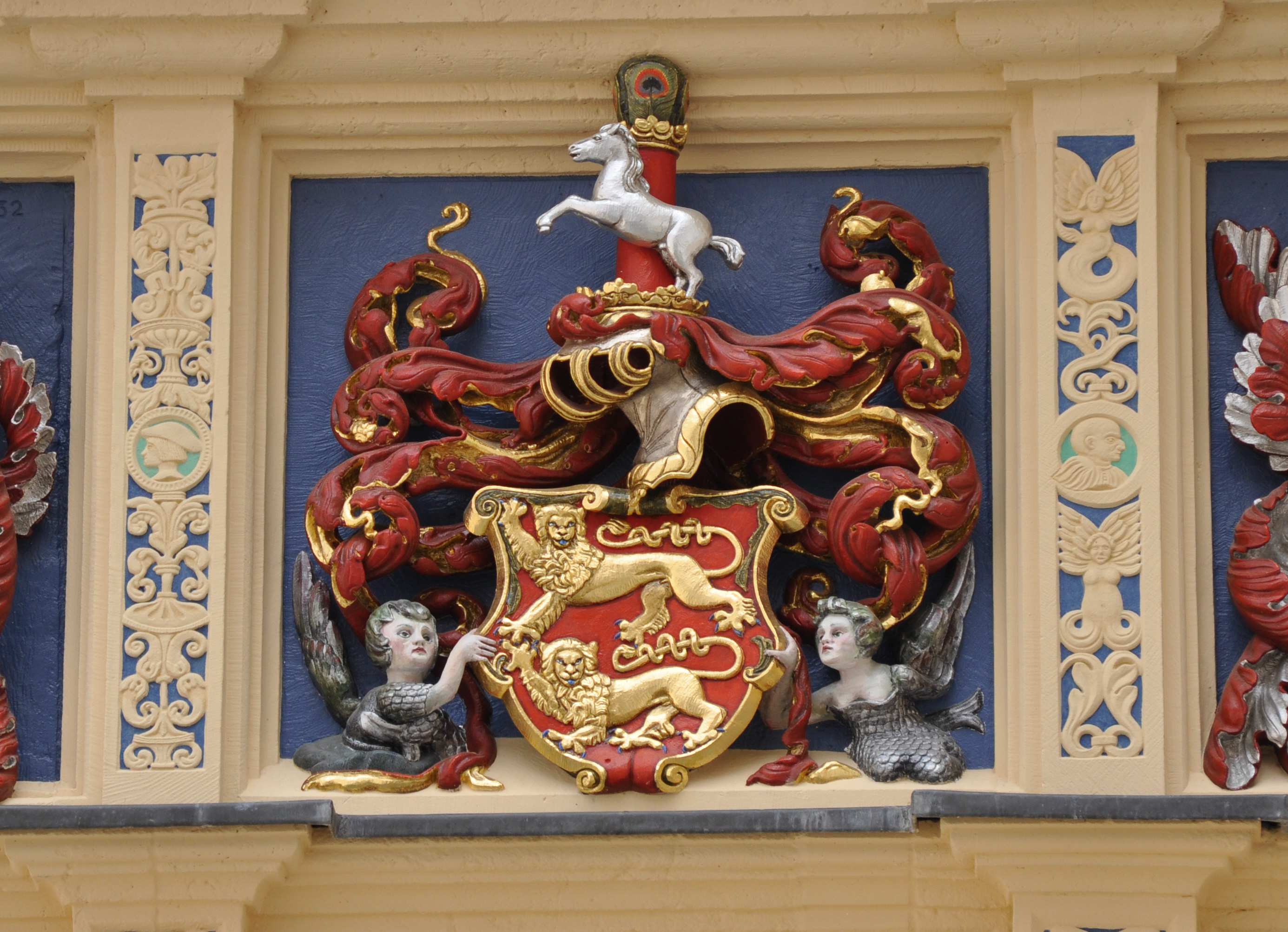
15. Zofii (Sachsen-Lauenburg)
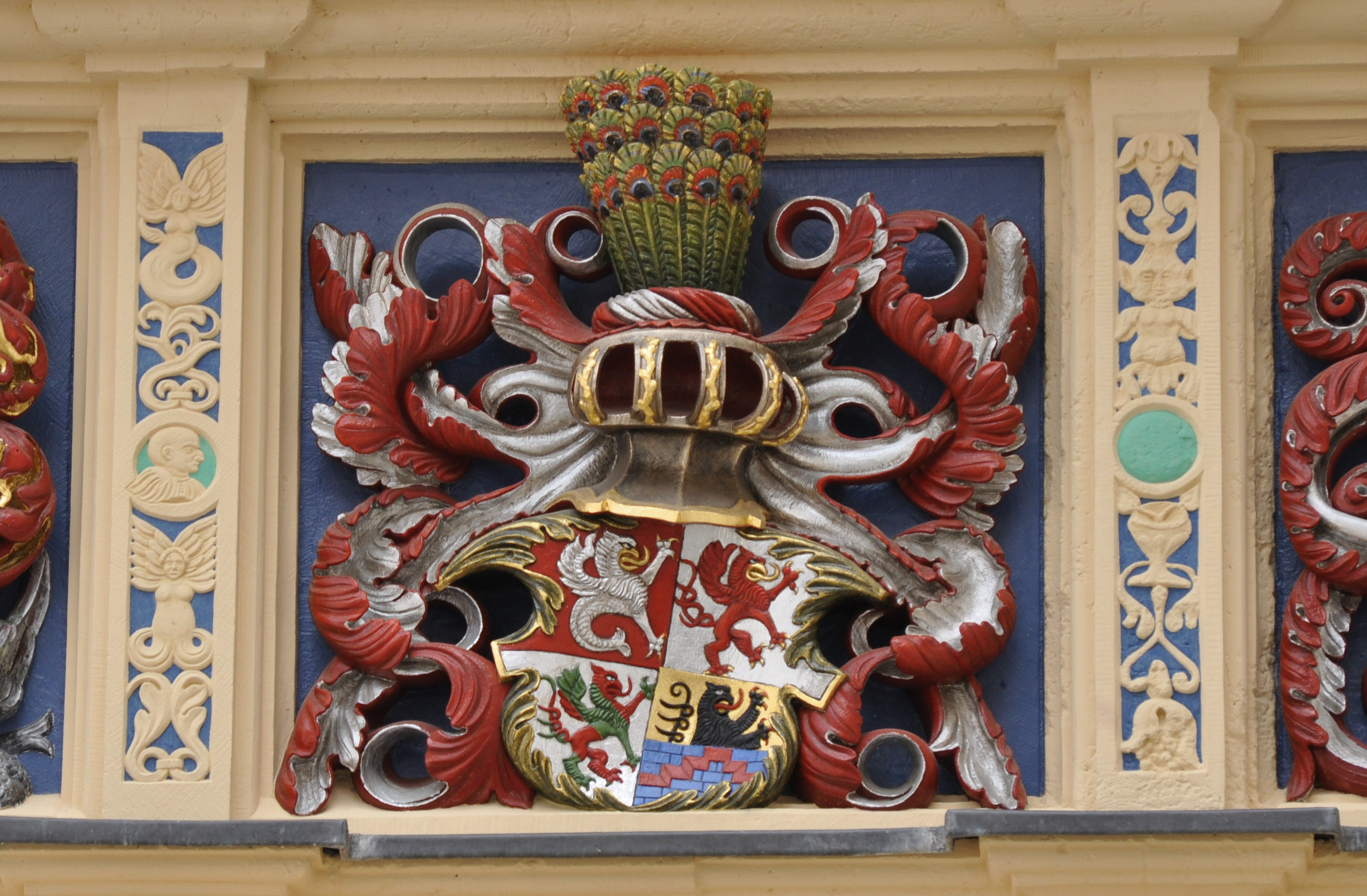
16. Bogusława IX
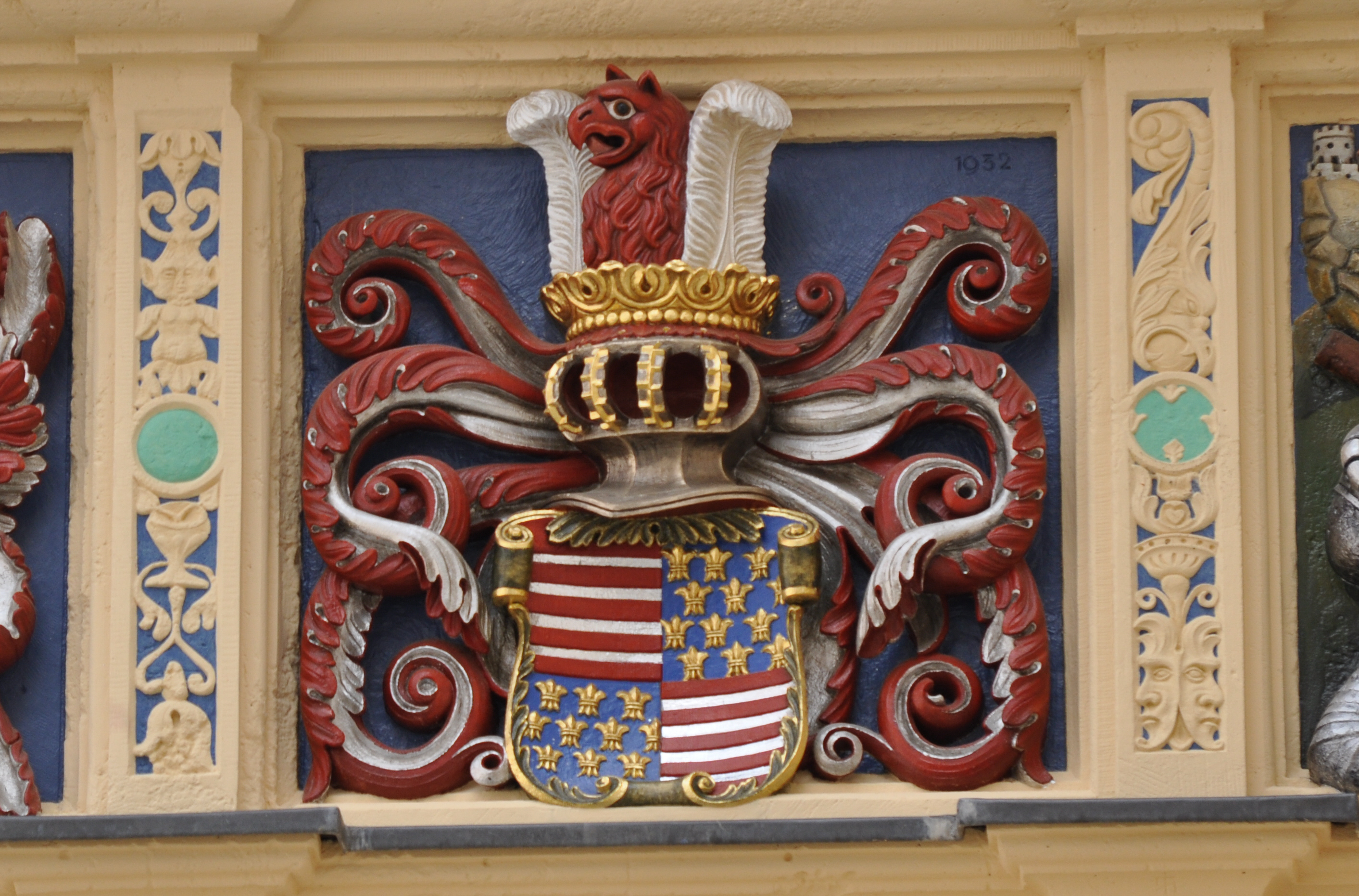
17. Marii  mazowieckiej
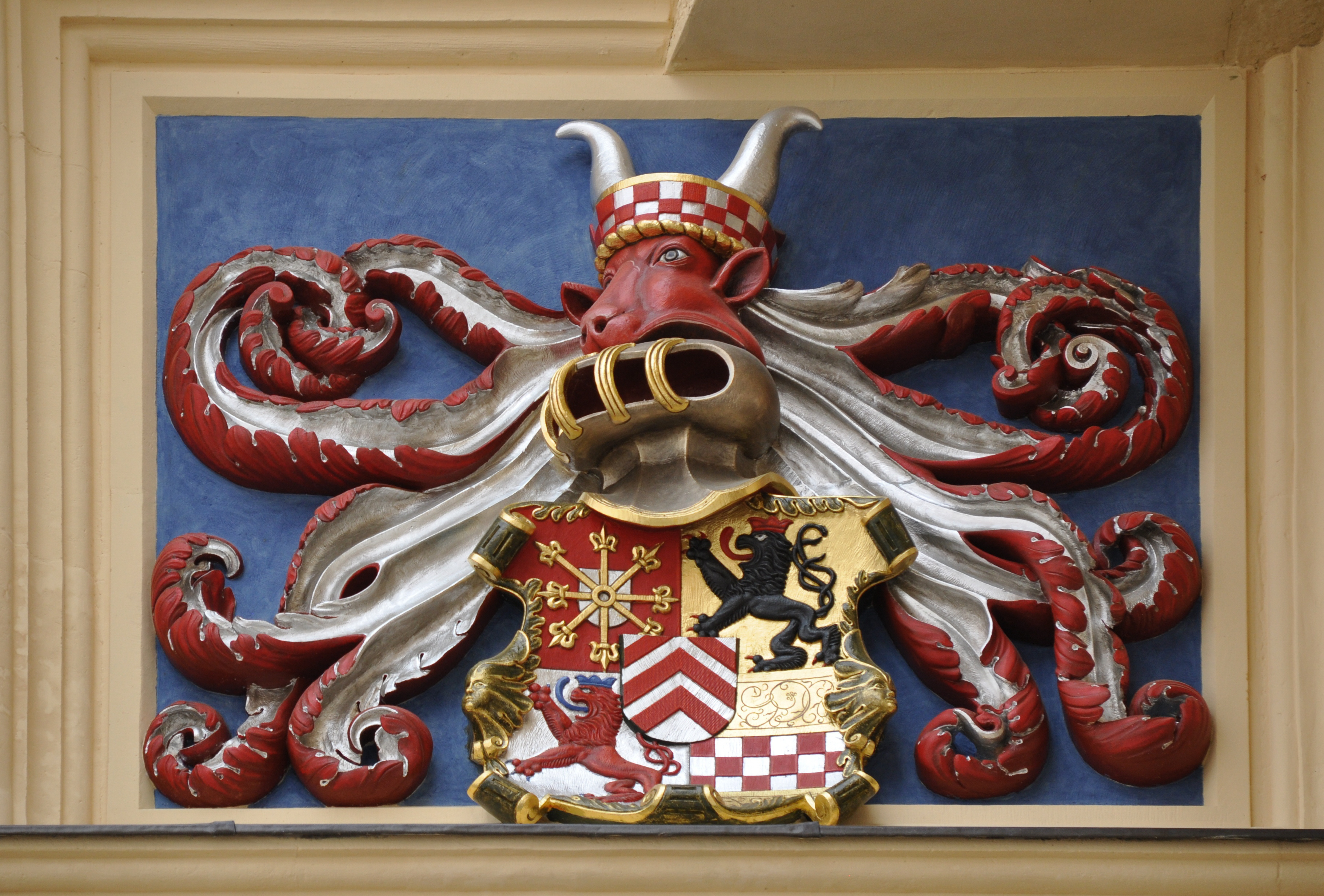
Sibylli von Jülich-Kleve-Berg
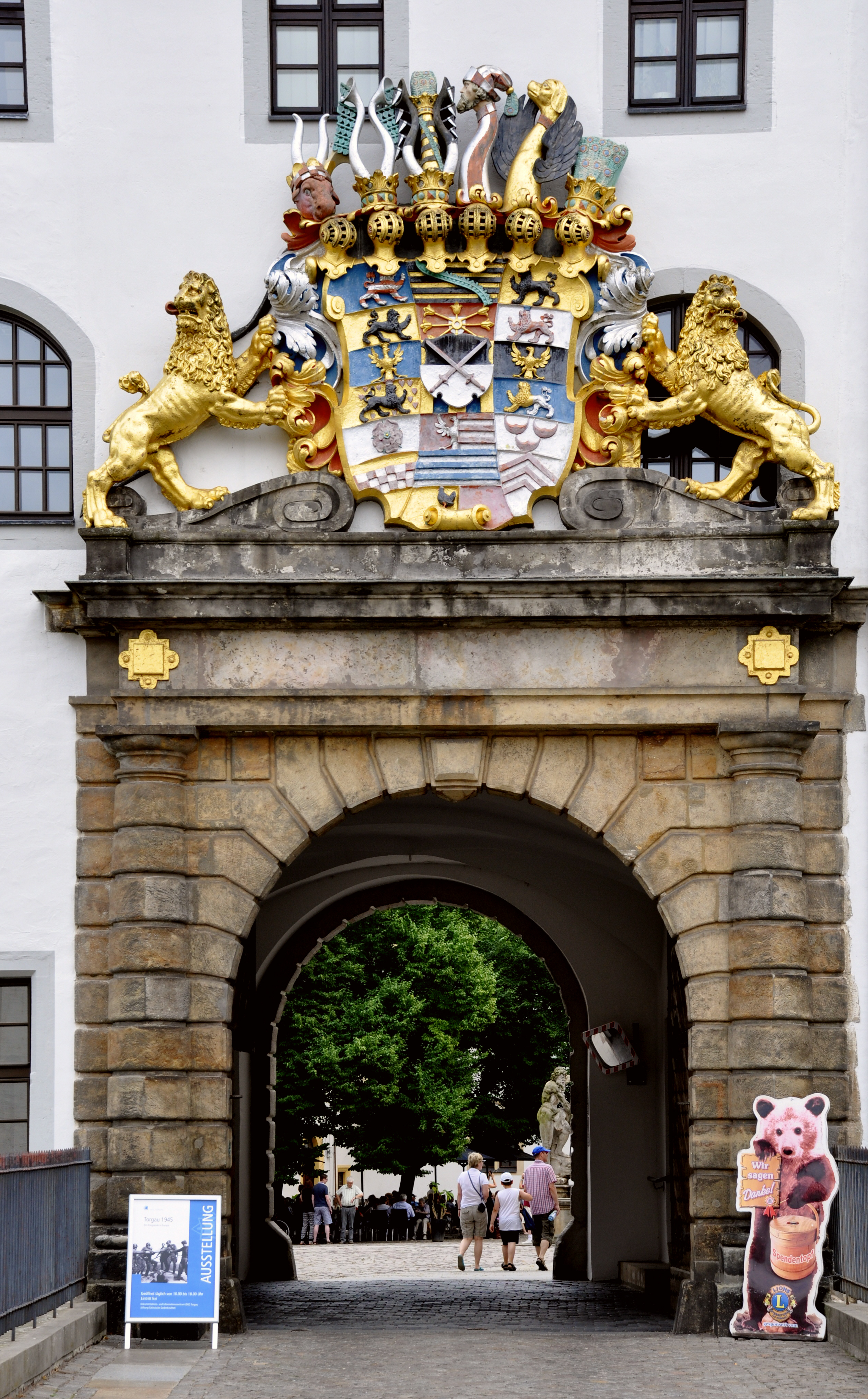
Portal. Herb Wettynów
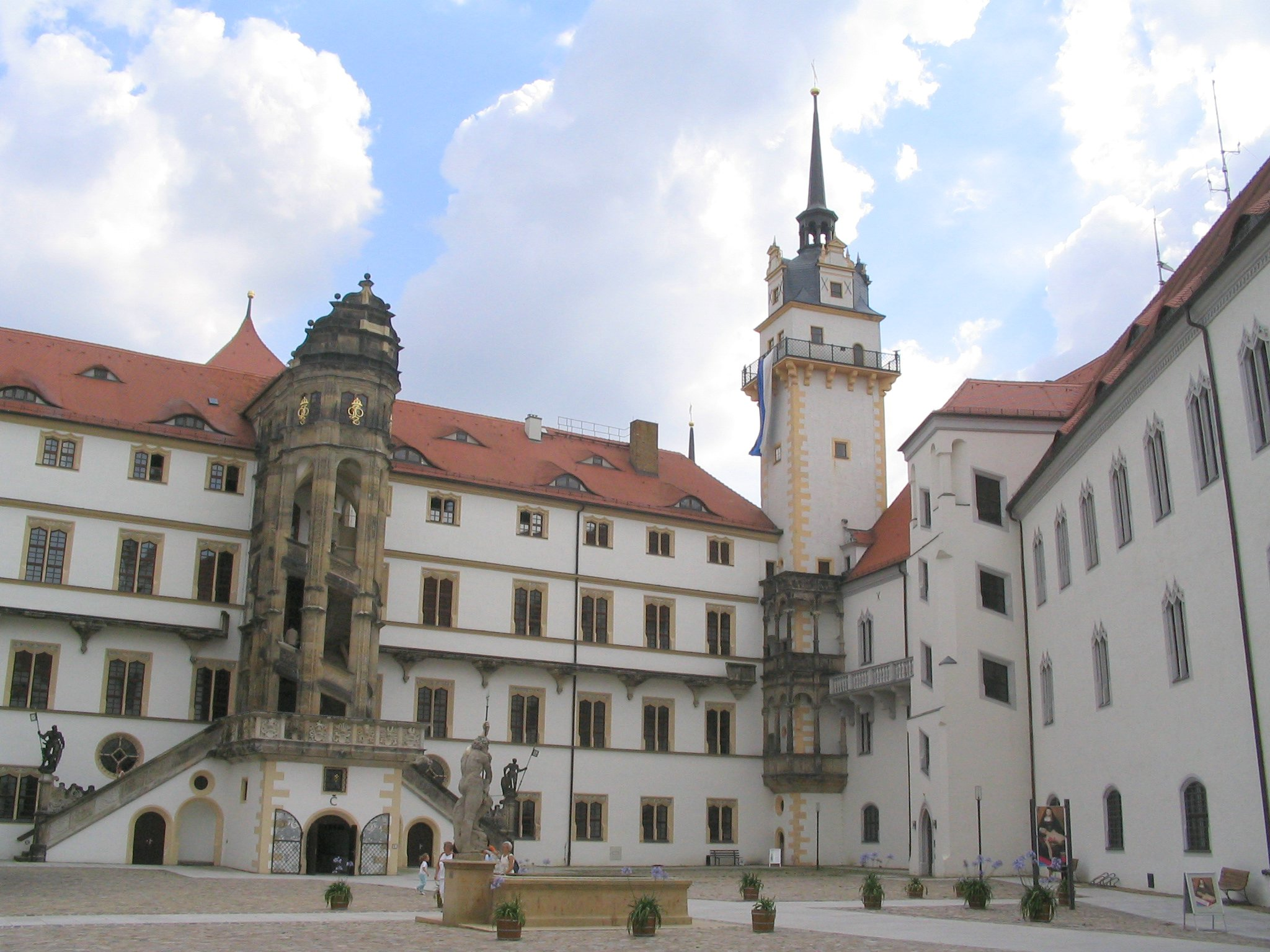
Dziedziniec zamku
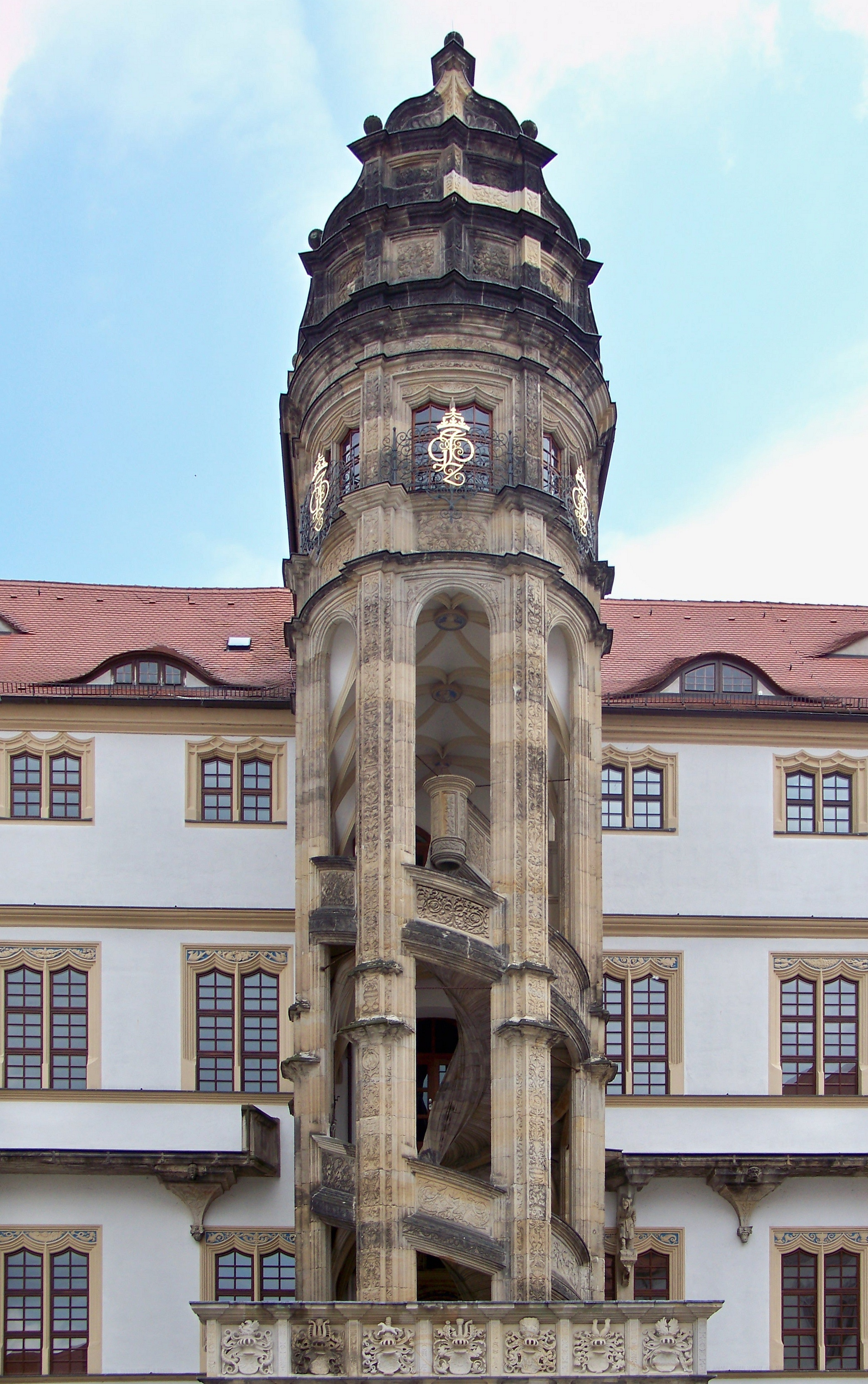
Dziedziniec Wendelstein